# FBC Vikings Kopřivnice
FBC Vikings Kopřivnice je florbalový klub založený v roce 1999. Klub sdružuje přes tři stovky aktivních hráčů florbalu. V roce 2024 měl celkem 11 družstev, z toho tři ženská.
Mužský tým hraje od sezóny 2024/2025 druhou nejvyšší soutěž, 1. ligu. Tu dříve hrál již i v sezónách 2005/2006 až 2009/2010 a 2013/2014. Největším úspěchem týmu bylo druhé místo hned v první sezóně ve 2. lize (dnešní 1. lize) a následná účast v baráži o postup do Extraligy.
Ženský tým hraje třetí nejvyšší soutěž, 2. ligu.

## Úspěchy klubu
- 2003 – 2. místo Slovak Open 2003
- 2004 – postup do 3. ligy mužů
- 2005 – postup do 2. ligy mužů
- 2006 – finále play-off 2. ligy mužů (proti TJ Sokol Královské Vinohrady)[2] a baráž o Extraligu (proti Sokol Pardubice)[3]
- 2009 – postup dorostenců do nejvyšší soutěže

## Mužský tým
| Sezóna    | Úroveň | Soutěž              | Umístění | Poznámka |
| --------- | ------ | ------------------- | -------- | --- |
| 2003/2004 | 4      | Severomoravská liga |          | Postup do vyšší ligy                                                                                            |
| 2004/2005 | 3      | 3. liga             |          | Postup do vyšší ligy                                                                                            |
| 2005/2006 | 2      | 2. liga             | 2.       | Prohra ve finále play-off proti TJ Sokol Královské Vinohrady – Prohra v baráži proti Sokol Pardubice            |
| 2006/2007 | 2      | 1. liga             | 4.       | Vypadnutí v semifinále play-off proti SK FBC Třinec                                                             |
| 2007/2008 | 2      | 1. liga             | 7.       | Vypadnutí ve čtvrtfinále play-off proti TJ Sokol Královské Vinohrady                                            |
| 2008/2009 | 2      | 1. liga             | 6.       | Vypadnutí ve čtvrtfinále play-off proti M&M Reality Sokol Pardubice                                             |
| 2009/2010 | 2      | 1. liga             | 11.      | Prohra v 1. kole play-down proti SK FBC Třinec – Sestup do nižší ligy                                           |
| 2010/2011 | 3      | 2. liga             |          | [ 12 ] |
| 2011/2012 | 3      | 2. liga             |          | [ 13 ] |
| 2012/2013 | 3      | 2. liga             |          | Vítězství v 2. kole play-up proti FBC Start98 – Postup do vyšší ligy                                            |
| 2013/2014 | 2      | 1. liga             | 10.      | Prohra v baráži proti Black Angels – Sestup do nižší ligy                                                       |
| 2014/2015 | 3      | Národní liga        |          | Vypadnutí ve čtvrtfinále play-off proti 1. MVIL Ostrava                                                         |
| 2015/2016 | 3      | Národní liga        |          | Vypadnutí ve čtvrtfinále play-off proti Z.F.K. Petrovice                                                        |
| 2016/2017 | 3      | Národní liga        |          | Vypadnutí ve čtvrtfinále play-off proti Z.F.K. Petrovice                                                        |
| 2017/2018 | 3      | Národní liga        |          | Vypadnutí ve čtvrtfinále play-off proti 1. FBK Rožnov p/R                                                       |
| 2018/2019 | 3      | Národní liga        |          | Vypadnutí ve čtvrtfinále play-off proti Sokol Brno I EMKOCase Gullivers                                         |
| 2019/2020 | 3      | Národní liga        |          | Sezóna ukončena po dvou vyhraných zápasech čtvrtfinále proti FBC Hranice                                        |
| 2020/2021 | 3      | Národní liga        |          | Sezóna ukončena po neúplných pěti odehraných kolech základní části                                              |
| 2021/2022 | 3      | Národní liga        |          | Vypadnutí ve čtvrtfinále play-off proti Spartak Pelhřimov                                                       |
| 2022/2023 | 3      | Národní liga        |          | Vítězství ve finále play-off proti S.K. P.E.M.A. Opava – Tým postoupil práva na 1. ligu týmu FbC Hradec Králové |
| 2023/2024 | 3      | Národní liga        |          | Vítězství ve finále play-off proti Torpedo Havířov – Postup do vyšší ligy                                       |